# بوکل
بوکل (به هلندی: Boekel) یک شهرستان در هلند است که در برابانت شمالی واقع شده‌است. بوکل ۱۶ متر بالاتر از سطح دریا واقع شده‌است.